# Eami
Eami es una película dramática paraguaya, alemana, neerlandesa, argentina, francesa, mexicana y estadounidense de 2022 escrita, producida y dirigida por Paz Encina. Se proyectó en la 51.ª edición del Festival Internacional de Cine de Róterdam y ganó el Premio Tigre.

## Reparto
- Anel Picanerai
- Curia Chiquejno Etacoro
- Ducubaide Chiquenoi
- Basui Picanerai Etacore
- Lucas Etacori
- Guesa Picanerai
- Lazaro Dosapei Cutamijo
- Catebia Picanere Chiqueño
- Jonatan Chiquejño Etacore
- Hernan Bego Dosapei Cutamijo
- Joraine Picanerai
- Porai Picanerai
- Ñacoe Etacore Chiqueno
- Esói Chiquenoi Picanere
- Ijao Etacoro Picanere
- Chícode Chiquenoi
- Berui Picanerai
- Verónica Cabañas
- Aníbal Ortiz
- Martín Oviedo

## Producción
La película es una coproducción internacional entre Paraguay, Alemania, Países Bajos, Argentina, Francia, México y Estados Unidos.

## Premios y nominaciones
| Año  | Premio                                                    | Categoría       | Nominado(s) | Resultado | Ref.  |
| ---- | --------------------------------------------------------- | --------------- | ----------- | --------- | ----- |
| 2022 | Festival Internacional de Cine de Róterdam                | Premio Tigre    | Eami        | Ganadora  | [ 1 ] |
| 2022 | Buenos Aires Festival Internacional de Cine Independiente | Mejor dirección | Paz Encina  | Ganadora  | [ 4 ] |